# Aston by Budworth
Aston by Budworth – civil parish w Anglii, w hrabstwie ceremonialnym Cheshire, w dystrykcie (unitary authority) Cheshire East. Na jej terenie znajdują się m.in. wsie Arley i Bate Heath.